# نوا اینسترومنتس
نوا اینتسترومنتس (انگلیسی: Nova Instruments) شرکت الکترونیک اسرائیلی است، که در سال ۱۹۹۳ تأسیس شد.